# موسخاتو
موسكاتون (Μοσχάτον) هي ضاحية في الجزء الجنوبي من جنوب أثينا، اليونان. منذ إصلاح الحكومة المحلية 2011 أصبحت جزء من بلدية موسخاتو-تافروس، التي هي مقر وحدة البلدية.